# Crnomasnica
Crnomasnica (em cirílico:Црномасница) é uma vila da Sérvia localizada no município de Negotin, pertencente ao distrito de Bor, nas regiões de Timočka Krajina e Negotinska Krajina. A sua população era de 272 habitantes segundo o censo de 2002.

## Demografia
| 1948 | 1953 | 1961 | 1971 | 1981 | 1991 | 2002 |
| ---- | ---- | ---- | ---- | ---- | ---- | ---- |
| 719  | 715  | 724  | 630  | 525  | 426  | 272  |